# Ben Smithard
Ben Smithard (* im 20. Jahrhundert) ist ein britischer Kameramann.
In den Jahren 1988 bis 1991 besuchte Smithard die Film School Bournemouth and Poole College of Art and Design. Im Anschluss war er in dem Bereich Beleuchtung als Techniker und Beleuchter an Musikvideos und in der Werbefilmproduktion tätig. Sein diesbezügliches Schaffen umfasst rund 250 Produktionen, die innerhalb von rund sieben Jahren entstanden. Gegen Ende der 1990er Jahre wandte er sich der Kameraarbeit zu. Der Werbung blieb er dabei bis heute verbunden.
Smithard war in den frühen 2000er Jahren als eigenständiger Kameramann zunächst an Musikvideos beteiligt, so im Falle des Videos zum Song Run aus dem Jahr 2003. Dann folgten auch Film- und Fernsehproduktionen. Sein Schaffen umfasst mehr als 50 Produktionen. Für die Arbeit an Cranford erhielt er 2010 einen Emmy. 2012 und 2016 war er für den BSC Award der British Society of Cinematographers, deren Mitglied er auch ist, nominiert, 2016 auch für den Best Cinematography Award.

## Filmografie (Auswahl)
- 2009: The Damned United – Der ewige Gegner (The Damned United)
- 2011: My Week with Marilyn
- 2012: I, Anna
- 2012: The Hollow Crown (Fernsehserie)
- 2013: Dido Elizabeth Belle
- 2105: The Dresser (Fernsehfilm)
- 2015: Best Exotic Marigold Hotel 2 (The Second Best Exotic Marigold Hotel)
- 2017: Der Stern von Indien (Viceroy’s House)
- 2017: Charles Dickens: Der Mann, der Weihnachten erfand (The Man Who Invented Christmas)
- 2018: King Lear (Fernsehfilm)
- 2019: Blinded by the Light
- 2019: Downton Abbey
- 2020: The Father
- 2021: The Nevers (Fernsehserie, 2 Folgen)
- 2022: The Bubble
- 2022: The Son
- 2023: Freud – Jenseits des Glaubens (Freud’s Last Session)
- 2024: Lonely Planet: Liebe in Marokko (Lonely Planet)